# Amoxicil·lina/àcid clavulànic
L'amoxicil·lina/àcid clavulànic és un medicament antibiòtic utilitzat per al tractament d'una sèrie d'infeccions bacterianes. És una combinació formada per amoxicil·lina, un antibiòtic β-lactàmic i clavulanat de potassi, un inhibidor de la β-lactamasa. A Espanya està comercialitzat com a EFG i Augmentine, entre d'altres. S'utilitza específicament per a otitis mitjana, faringitis estreptocòccica, pneumònia, cel·lulitis, infeccions del tracte urinari i mossegades d'animals. Es pren per via oral o per injecció en vena.
Els efectes secundaris comuns inclouen diarrea, vòmits i reaccions al·lèrgiques. També augmenta el risc de infeccions per llevats, mal de cap i trastorns de coagulació de la sang. No es recomana en persones amb antecedents d'al·lèrgia a la penicil·lina. És relativament segur per al seu ús durant l'embaràs.
L'amoxicil·lina/àcid clavulànic es va aprovar per a ús mèdic als Estats Units el 1984. Està a la Llista de medicaments essencials de l'Organització Mundial de la Salut. L'Organització Mundial de la Salut classifica l'amoxicil·lina/àcid clavulànic com d'important per a la medicina humana. Està disponible com a medicament genèric. El 2020, va ser el 107è medicament més prescrit als Estats Units, amb més de 6 milions de receptes.